# Musnad Abu Hanifa
Le Musnad Abu Hanifa (arabe: مسند أبو حنيفة) est un nom commun pour environ 15 collections de hadiths. C'est l'un des plus anciens livres de hadith attribués à Abu Hanifa (700-767 ap. J-C / 80-150 AH).

## La description
Le livre a été écrit dans un temps relativement proche de la vie du prophète Muhammad,. Il contient près de 500 hadiths mais n'a pas été écrit directement par Abu Hanifa. Il a été compilé par ses étudiants. Le critère pour y inclure les hadiths était la présence d'Abou Hanifa dans l'isnad de ces hadiths : il était personnellement le transmetteur de ces hadiths de la part de ses professeurs et cheikhs.

## Publications
Le livre a été publié par de nombreux éditeurs à travers le monde:
• Musnad Imam Abu Hanifah (r.a): Publié: Book on Demand (1er janvier 1901)
• Musnad Imam Ul a Zam Abu Hanifah R.a: Publié: Livre à la demande Pod.

## Voir également
• Musnad al-Shafi'i
• Musnad Ahmad ibn Hanbal
• Muwatta Malik
• Kutub al-Sittah
• Majma al-Zawa'id